# Bardino Nuovo
Bardino Nuovo (Bardin Nêuvo in ligure, Bardin Növu, secondo l'ortografia locale) è una frazione del comune di Tovo San Giacomo, in provincia di Savona. Dista dal capoluogo comunale circa 4 km.

## Storia
Il territorio dell'odierna frazione tovese fu, presumibilmente come il capoluogo Tovo San Giacomo, un antico possedimento dei vescovi di Albenga e che fu compreso nella Marca Aleramica dal X secolo e successivamente come proprietà feudale di Bonifacio del Vasto dal 1091. Fu quindi dominio dei marchesi Del Carretto, signori di Savona e di Finale Ligure, nel XII secolo.
Così come l'intero territorio feudale del carrettesco Marchesato di Finale passò sotto l'influenza della Spagna nel 1598 e, seguendone le sorti storiche finalesi, dal 1713 come territorio della Repubblica di Genova. Sarà nel 1797, con le fasi iniziali della dominazione napoleonica nei territori dell'ex repubblica genovese, che le due principali comunità di Tovo e di Bardino verranno ulteriormente scorporate nelle tre "municipalità" distinte quali Tovo, Bardino Vecchio e Bardino Nuovo.
Con la dominazione di Napoleone Bonaparte il territorio rientrerà dal 2 dicembre 1797 nel Dipartimento del Letimbro, con capoluogo Savona, all'interno della Repubblica Ligure annessa al Primo Impero francese. Dal 28 aprile del 1798 con i nuovi ordinamenti francesi, farà parte del IV Cantone, con capoluogo Bardino, della Giurisdizione delle Arene Candide e dal 1803 centro principale del VI Cantone della Maremola nella Giurisdizione di Colombo. Dal 13 giugno 1805 al 1814 verrà inserito nel Dipartimento di Montenotte.
Nel 1815 i tre territori verranno inglobati nel Regno di Sardegna, così come stabilirà il Congresso di Vienna del 1814 anche per gli altri comuni della repubblica ligure, e successivamente nel Regno d'Italia dal 1861; nel 1848 vengono registrati in questa municipalità 610 abitanti. Dal 1859 al 1927 il territorio fu compreso nel V mandamento di Pietra del Circondario di Albenga facente parte della Provincia di Genova; nel 1927 con la soppressione del circondario ingauno passerà, per pochi mesi, nel Circondario di Savona e, infine, sotto la neo costituita Provincia di Savona.
Risale al 6 dicembre 1928 il Regio decreto n. 2971 che ufficializzerà l'aggregazione dei due comuni di Bardino Vecchio e Bardino Nuovo nel territorio di Tovo San Giacomo come frazioni comunali; il 6 dicembre del 2008 è ricorso l'ottantesimo anniversario dell'unificazione delle tre storiche comunità tovese e bardinese.

## Monumenti e luoghi d'interesse

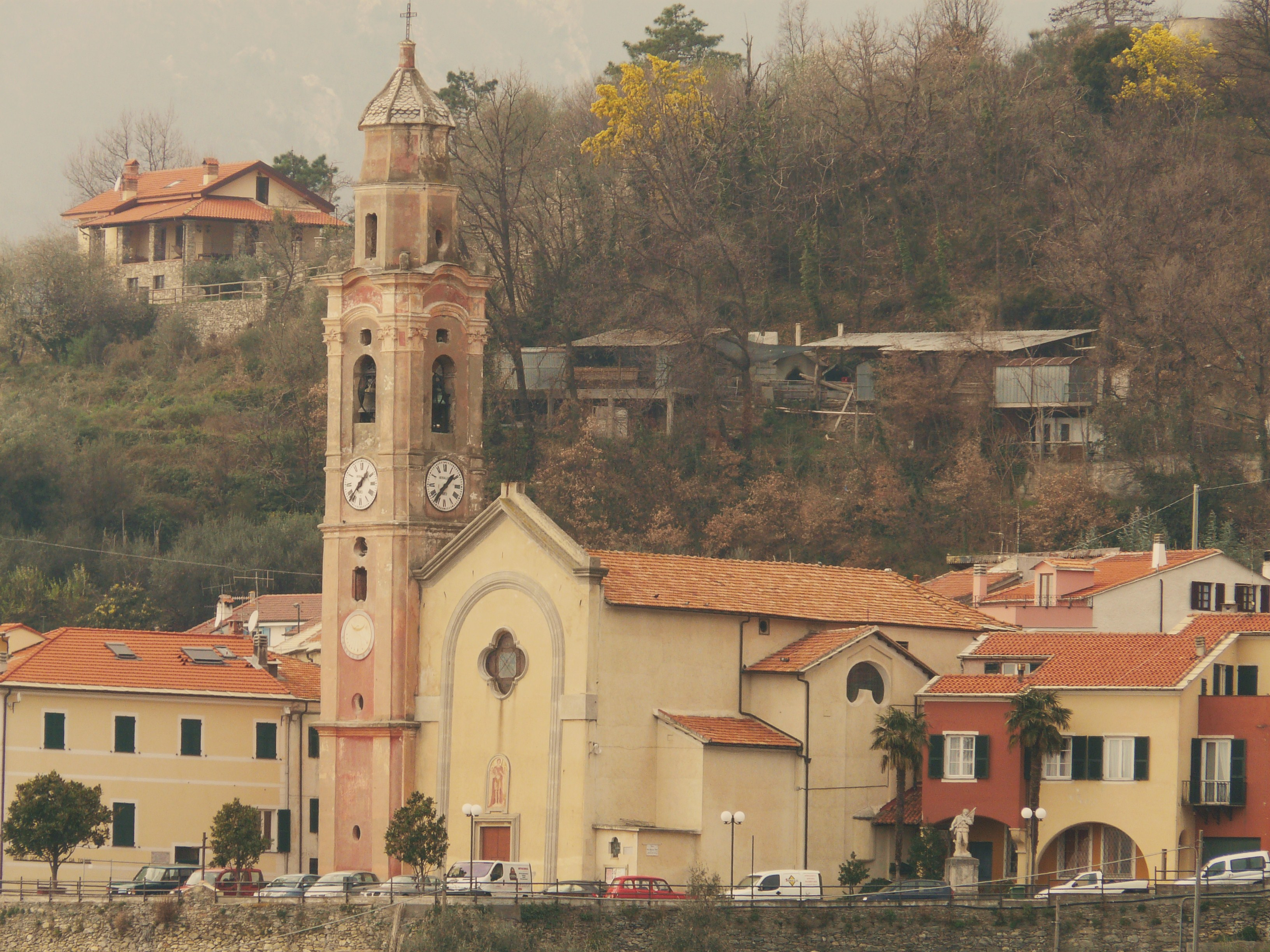
La chiesa parrocchiale di San Sebastiano a Bardino Nuovo

### Architetture religiose
La locale chiesa parrocchiale, intitolata a san Sebastiano, verrà eretta tra il 1681 e il 1708 e si presenta nelle forme architettoniche barocche.
Dalla piazza antistante l'edificio religioso - intitolata al canonico Don Giuseppe Folco - si gode un ampio panorama di tutta la Val Maremola.
Nella borgato Lavrio, che si situa sopra al cimitero di Bardino Nuovo, è presente la Cappella detta "della Croce". Costruita nell'700, ogni 3 Maggio si celebra la Santa Messa (tradizione mantenuta dal calendario liturgico precedente al Concilio Vaticano II dove era prevista la festa "dell'Invenzione della Croce"). Segue alla celebrazione liturgica un rinfresco organizzato dagli abitanti della borgata.

## Cultura

### Istruzione

#### Musei
Antistante la piazza della parrocchiale si trova il museo dell'orologio da torre Giovanni Battista Bergallo, inaugurato nel 1997 nell'ex municipio, antistante la piazza della chiesa parrocchiale, ospita meccanismi, lancette e quadranti degli orologi prodotti per campanili e e torri nella casa-officina della famiglia Bergallo. La fabbrica si trova all'ingresso della frazione, provenendo da Bardino Vecchio, lungo via San Sebastiano (strada provinciale 4) ed è caratterizzata da numerosi ornamenti legati all'attività orologiaia. Nel 2017 ricorrono i vent'anni dalla sua apertura al pubblico.

## Sport
Bardino Nuovo, fra gli anni settanta ed inizio anni ottanta del Novecento divenne celebre, almeno fra gli appassionati, per la sua squadra di pallapugno (ex pallone elastico). Ancora oggi si possono vedere quelli che erano i vecchi campi da gioco (sferisterio) utilizzati dalla Società sportiva: uno è diventato un parcheggio pubblico, mentre il più recente, di proprietà della parrocchia, è stato trasformato in un luogo polivalente. A ricordo dei fasti sportivi, l'area del vecchio sferisterio è stata intitolata dall'Amministrazione comunale di Tovo San Giacomo "Piazzale del vecchio sferisterio" con il corredo di due vecchie fotografie che fanno da bella mostra sul cippo commemorativo.

## Galleria d'immagini

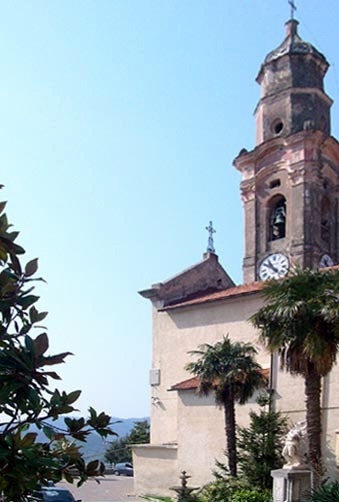
Scorcio dalla chiesa di San Sebastiano
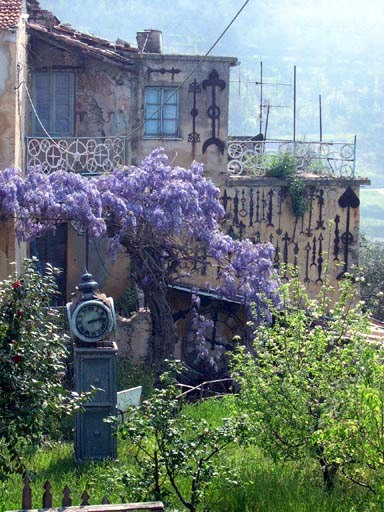
L'antica casa-officina della famiglia Bergallo
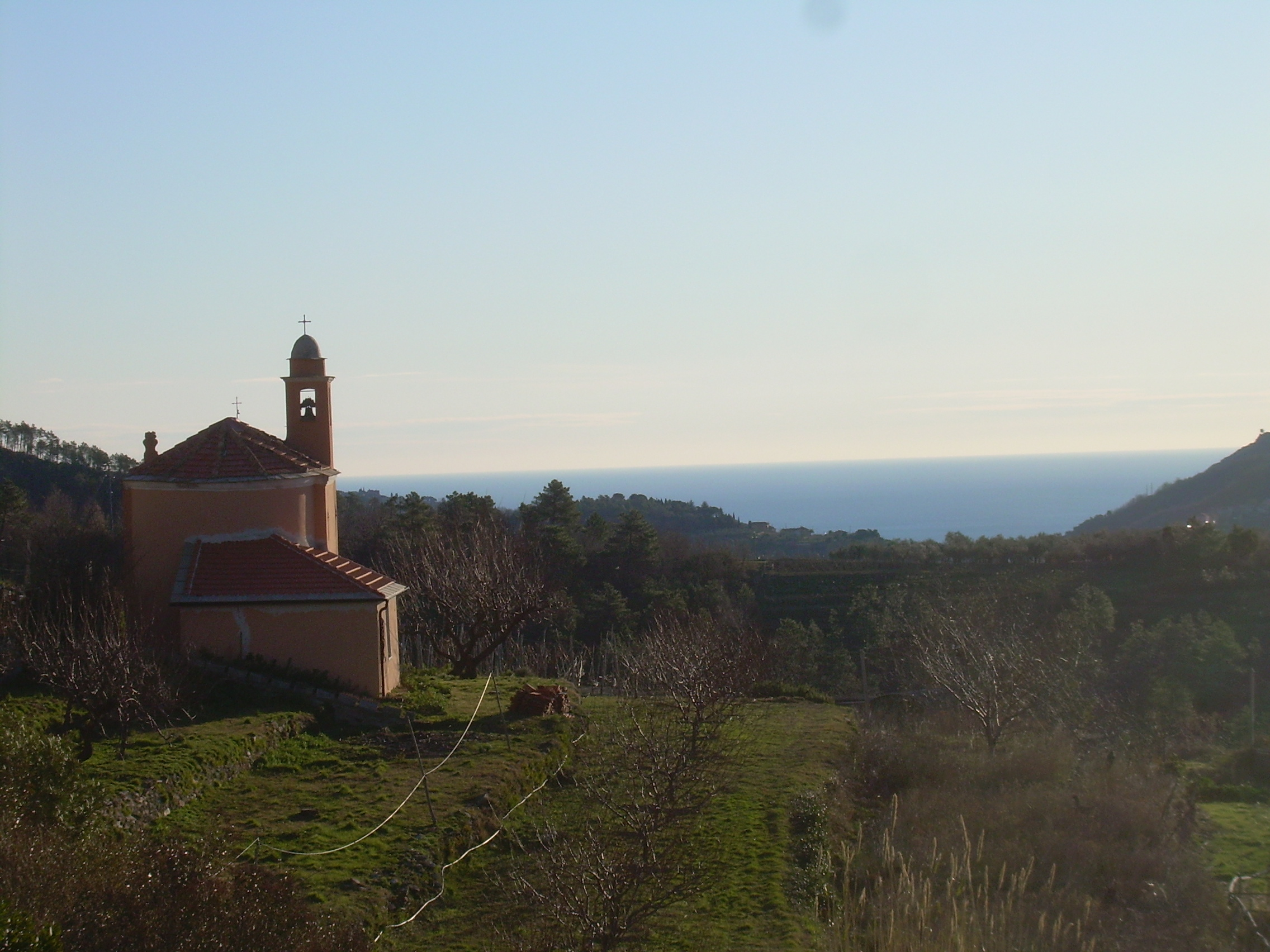
Panorama della Riviera di Ponente dalla località Lavrio
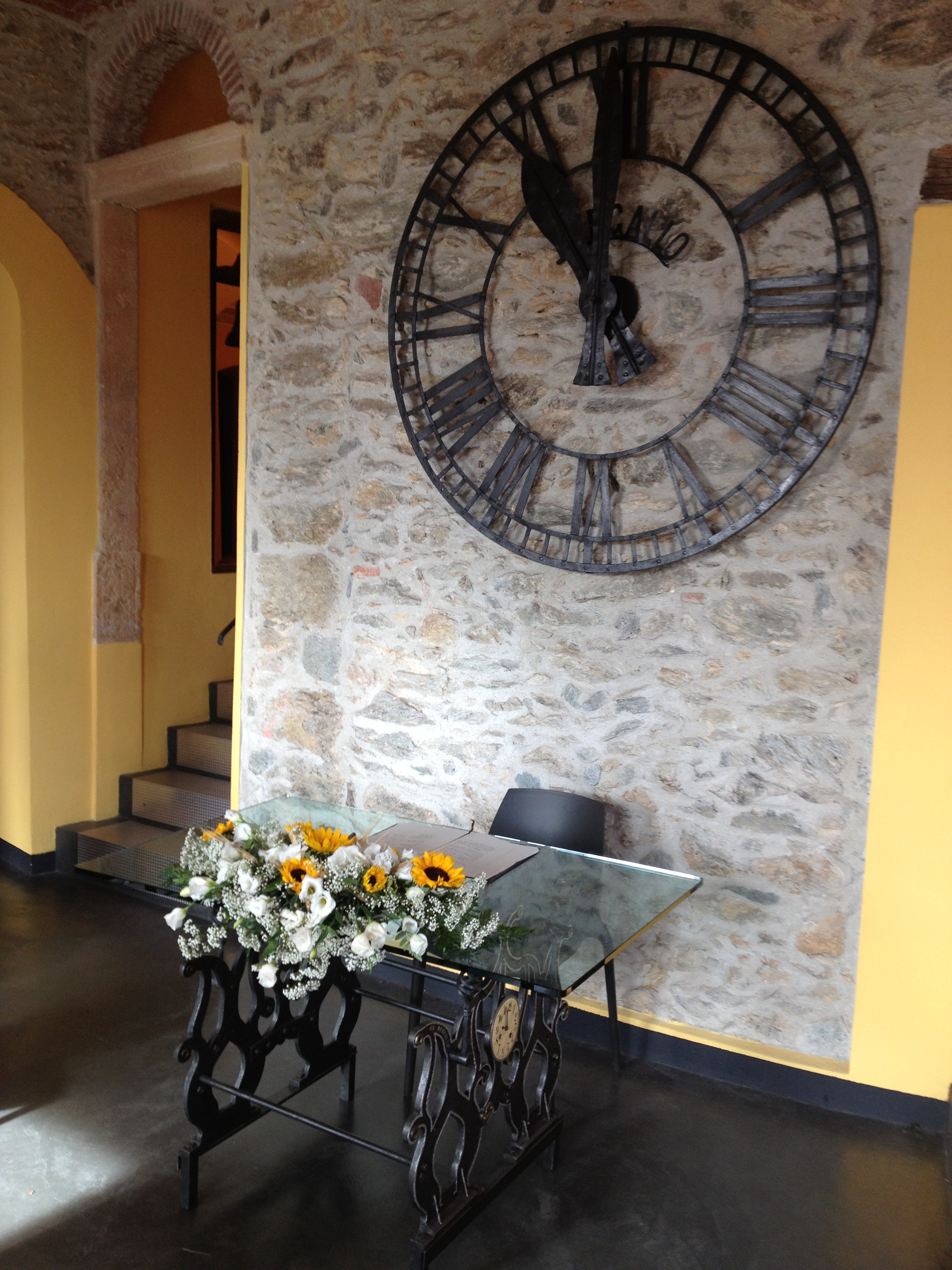
La sala interna del Museo Bergallo allestita per la celebrazione di un matrimonio civile
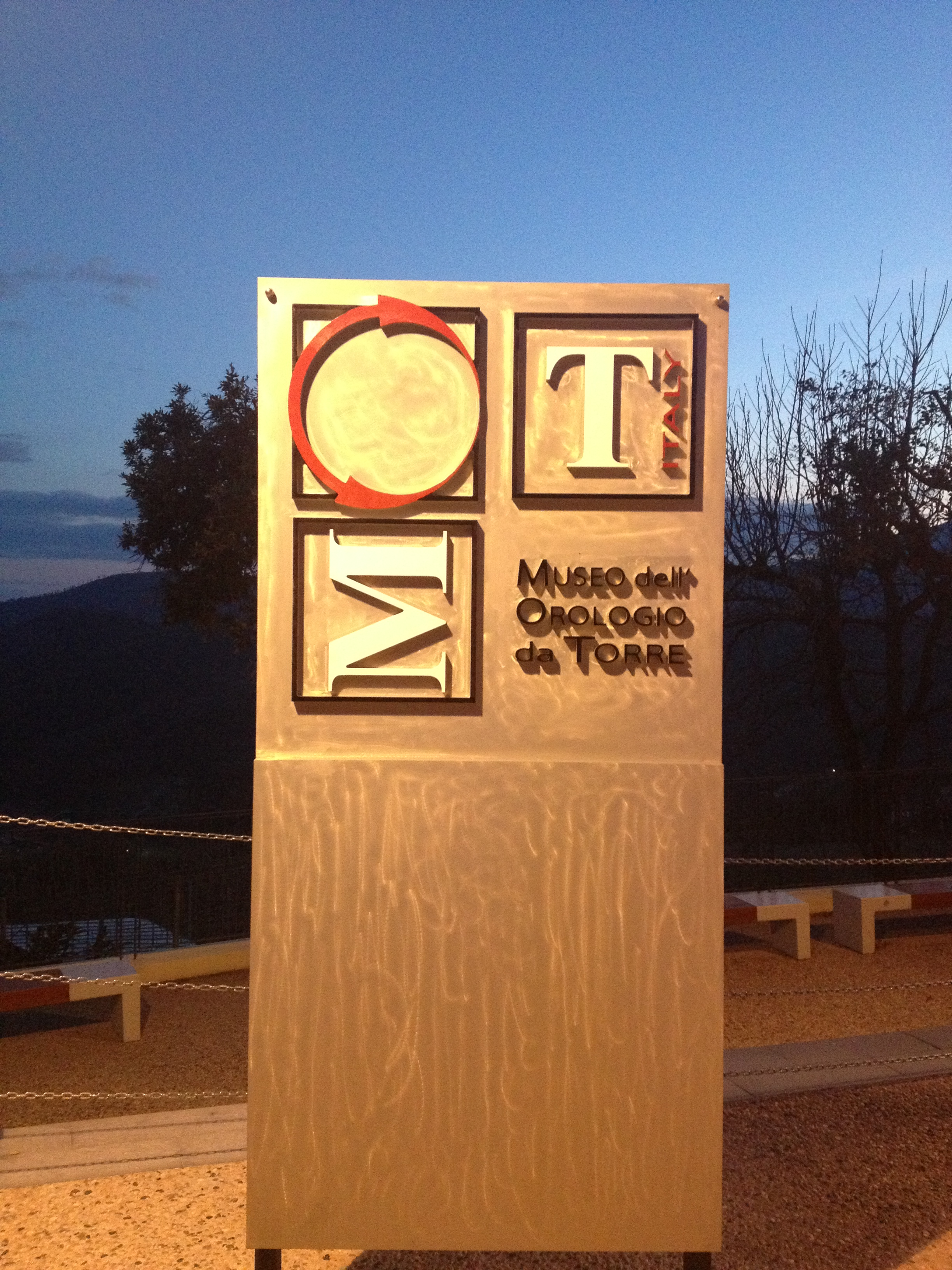
L'ingresso al Museo Bergallo
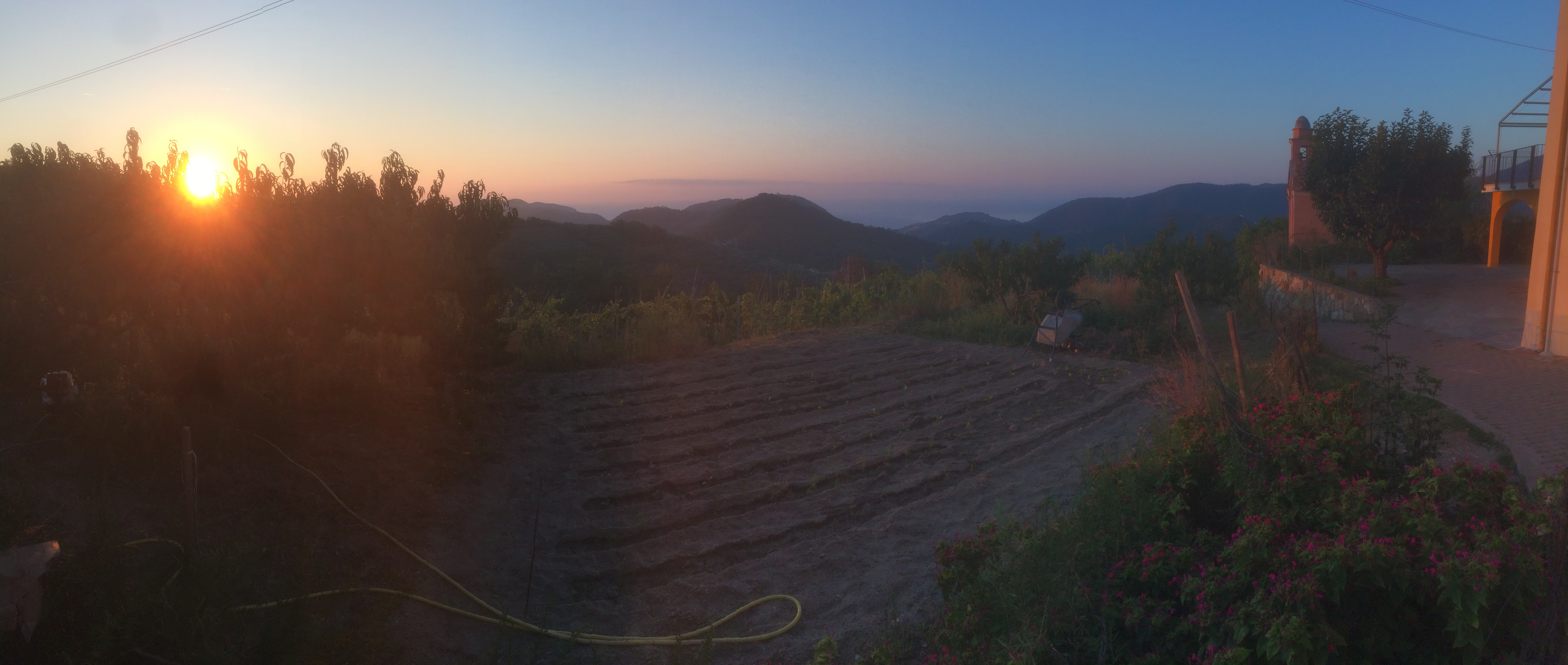
L'alba da Bardino Nuovo
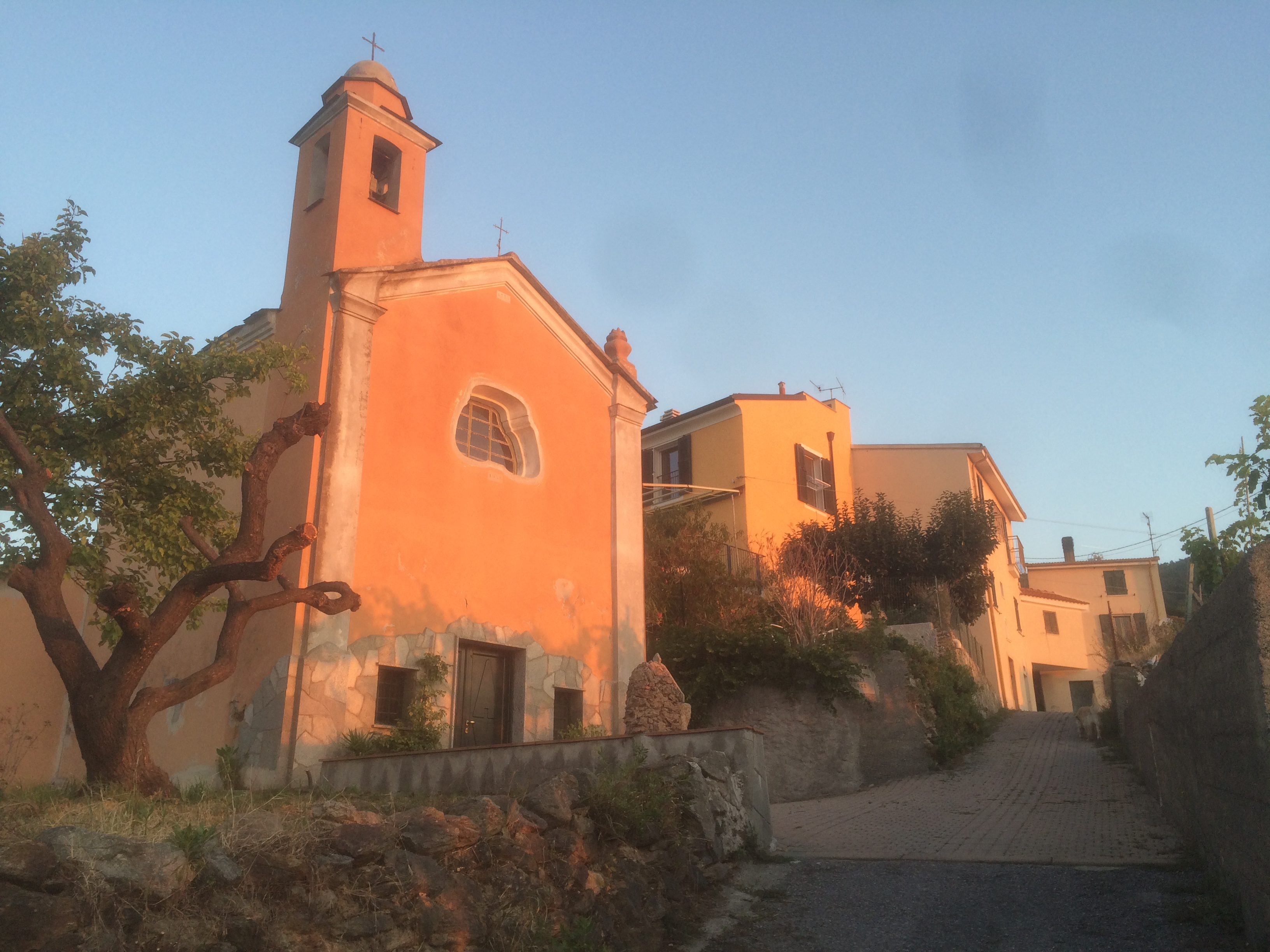
Borgata Lavrio
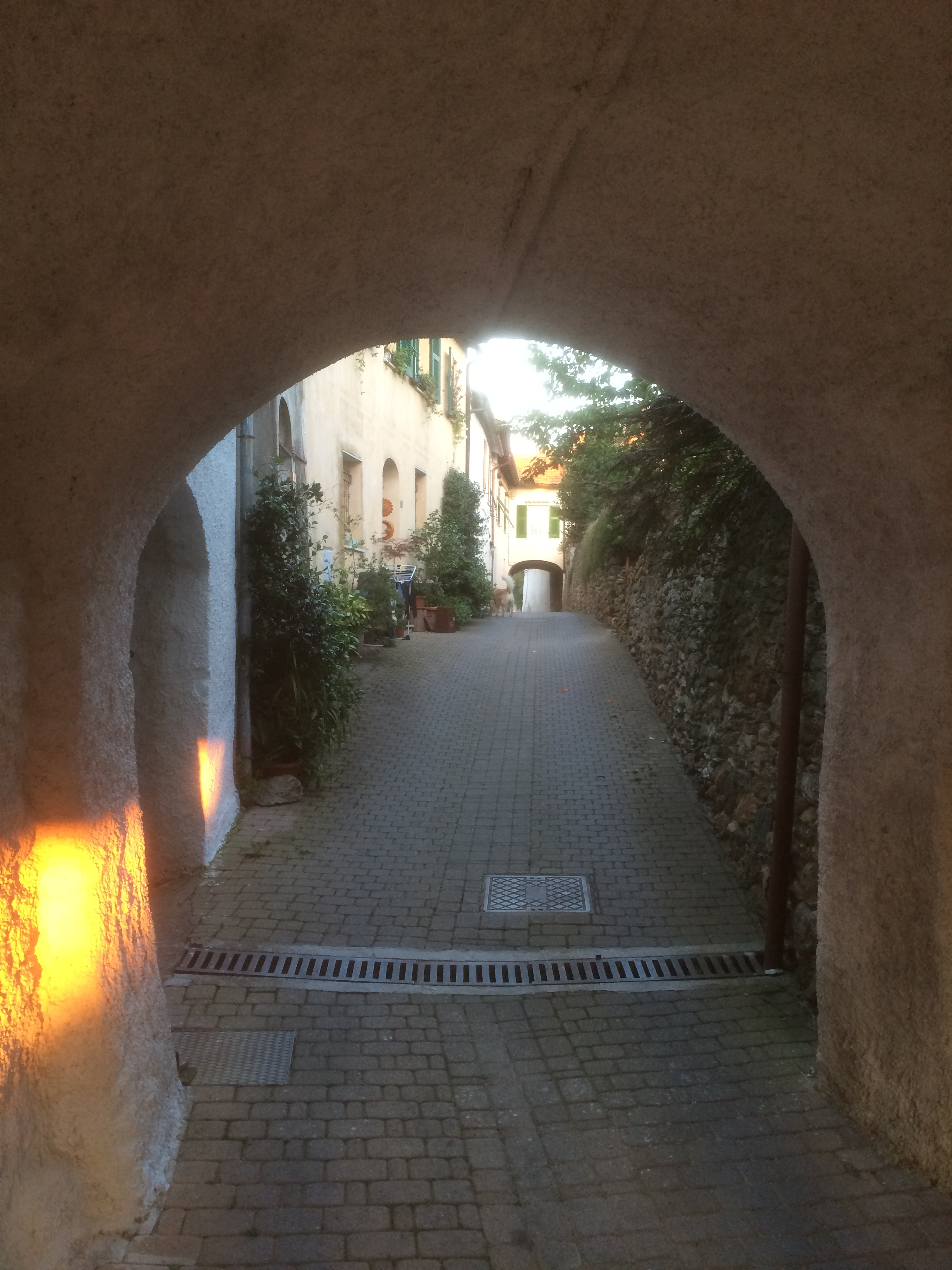
Borgata Lavrio
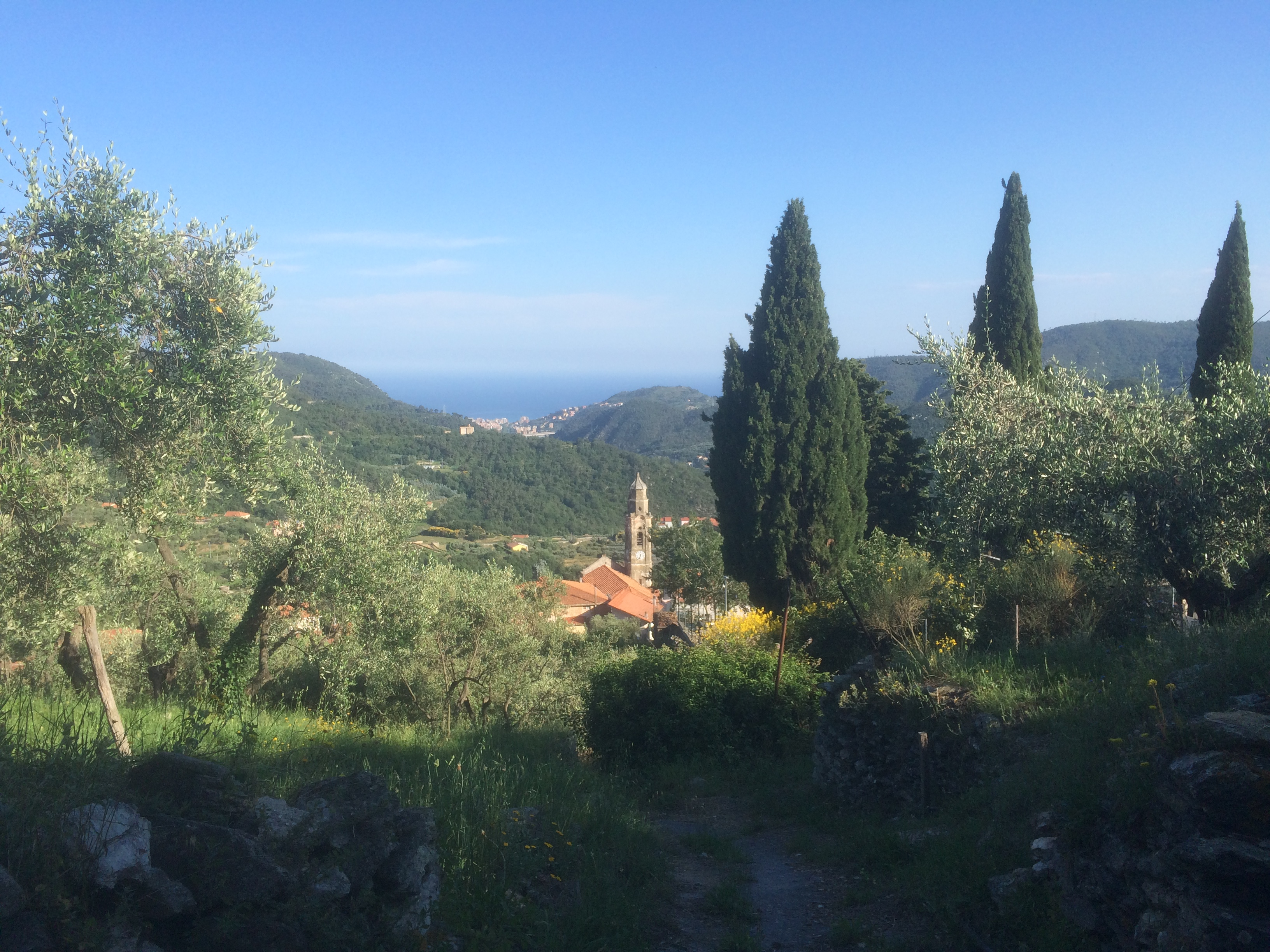
Panorama di Bardino Nuovo
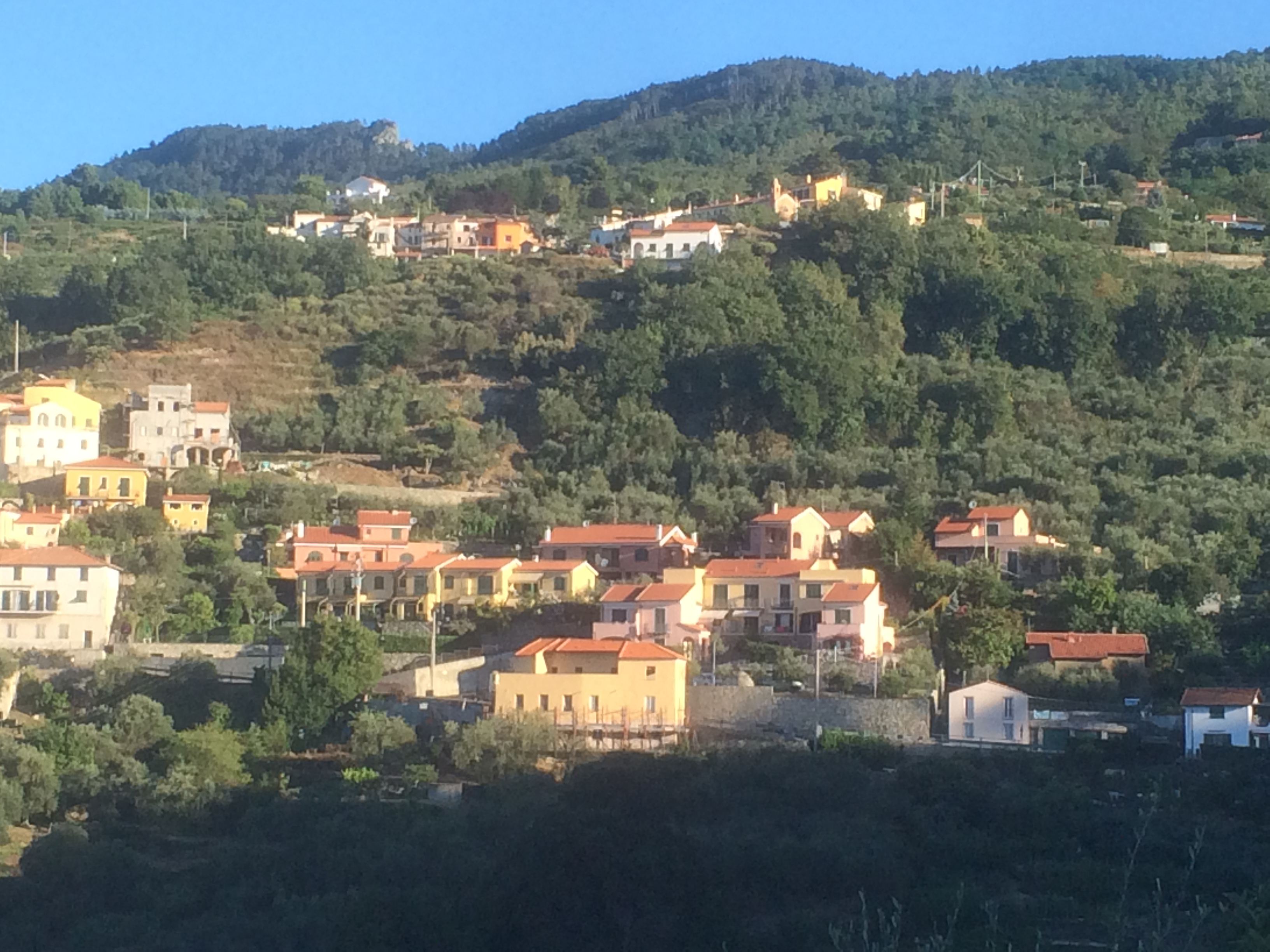
Scorcio di Bardino Nuovo (provenendo da Bardino Vecchio).
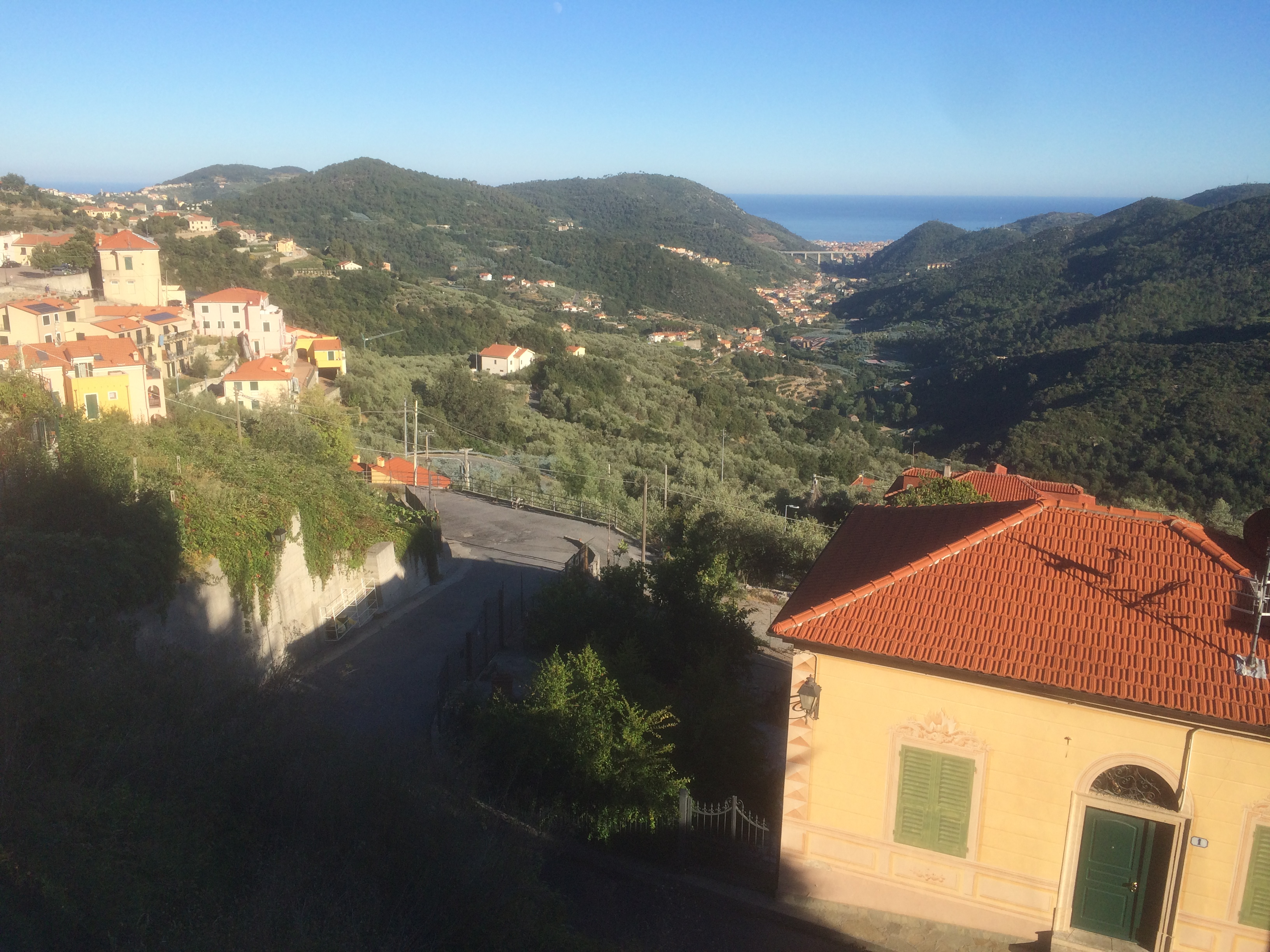
Panorama della Val Maremola scendendo da Magliolo. Sulla sinistra Bardino Nuovo.